# Rochester (Washington)
Rochester ist eine Siedlung auf gemeindefreiem Gebiet und ein Census-designated place im Thurston County des US-Bundesstaates Washington. Das U.S. Census Bureau hat bei der Volkszählung 2020 eine Einwohnerzahl von 6.064 ermittelt.

## Geschichte
Rochesters Geschichte reicht bis ins Jahr 1852 zurück, als die Ortschaft von Samuel James gegründet wurde.

## Einwohner
Im Jahr 2007 hat Rochester 2094 Einwohner. Davon sind 1052 männlich und 1042 weiblich. Das Durchschnittsalter beträgt 32,5 Jahre, was rund drei Jahre unter dem Altersdurchschnitt des Bundesstaates Washington liegt. In Rochester sind 84,4 % der Einwohner weiß, 10,4 % sind lateinamerikanischer Herkunft (Hispanics), 5,5 % gehören einer anderen Ethnie an, 3,2 % gehören zwei Ethnien an und 3,1 % sind Indianer. Die durchschnittliche Haushaltsgröße beträgt 2,8 Personen und 78,1 % aller Einwohner leben zusammen mit ihrer Familie. 6,8 % leben mit einem unverheirateten Partner. Rund 19,2 % der Einwohner haben deutsche Vorfahren, gefolgt von Irland (11,6 %), England (8,9 %), USA (6,1 %), Norwegen (5,9 %) und Schottland (5,5 %).

## Wirtschaft
Die Ökonomie des Ortes war nach seiner Gründung stark von der Holzwirtschaft geprägt. Das erste Sägewerk wurde in den 1880er Jahren gegründet. Nach dem Niedergang der Holzindustrie lebt Rochester heute vor allem vom Erdbeeranbau. Viele Bewohner von Rochester arbeiten heute in den umliegenden Städten.